# Christian Riadi
Christian Antonio Riadi Cosmelli (* 18. März 1972 in Santiago) ist ein ehemaliger chilenischer Fußballspieler und -trainer. Der Innenverteidiger besitzt auch die palästinensische Staatsangehörigkeit.

## Karriere

### Verein
Christian Riadi kam mit 14 Jahren in die Jugend von Provincial Osorno und schaffte 1989 den Sprung in die Profimannschaft unter Guillermo Yávar. Im zweiten Jahr seiner Profikarriere stieg er als Meister der Segunda División in die Primera División auf. 1991 wechselte der Defensivakteur zu Deportes Antofagasta, wo er drei Jahre blieb. Ebenso lange spielte er danach für den CD Palestino. Nach einer einjährigen Station beim CD Magallanes kehrte er zu Osorno zurück. Beim 1:0-Erfolg über den CD Huachipato erzielte Riadi das einzige Tor des Spiels, das besonders durch die Tumulte von Juan Enrique Carreño mit der halben Mannschaft von Osorno in Erinnerung blieb. In seinen drei Jahren von 1998 erlebte Riadi mit Osorno den Abstieg 1998, den Wiederaufstieg 1999 und den erneuten Abstieg 2000. Seine Karriere ließ er bei Deportes Melipilla ausklingen. 2003 beendete er seine aktive Karriere.

### Nationalmannschaft
Riadi nahm mit der chilenischen U23-Nationalmannschaft am Olympischen Qualifikationsturnier 1991 in Paraguay teil. Chile schied in der Gruppenphase nach einem Unentschieden und zwei Niederlagen aus.

### Trainer
Nach seiner Spielerkarriere wurde Riadi direkt Assistenztrainer von Nelson Mores bei Provincial Osorno. 2006 übernahm er den Posten als Interimstrainer.

## Erfolge
Provincial Osorno
- Chilenischer Zweitliga-Meister: 1990